# Riedelia orchioides
Riedelia orchioides là một loài thực vật có hoa trong họ Gừng. Loài này được Karl Moritz Schumann miêu tả khoa học đầu tiên năm 1899 dưới danh pháp Alpinia orchioides. Năm 1913, Theodoric Valeton chuyển nó sang chi Riedelia.

## Phân bố
Loài này được tìm thấy ở Hatam trong dãy núi Arfak, ở tây bắc đảo New Guinea, thuộc địa phận tỉnh Tây Papua, Indonesia. Mẫu vật điển hình: O. Beccari s.n. do Odoardo Beccari (1843-1920) thu thập tại dãy núi Arfak.